# Радиопередача (акционерное общество)
«Радиопередача» (до 1 декабря 1924 года — «Радио для всех») — акционерное общество осуществлявшее радиовещание (радиокомпания) в СССР в 1924—1928 гг.

## Деятельность
Акционерное общество вело:
- с 23 ноября радиовещание по одной программе[1], передававшейся радиостанцией имени Коминтерна.

## Владельцы
Совладельцами радиокомпании являлись:
- Народный комиссариат почт и телеграфов СССР;
- Трест заводов слабых токов;
- Российское телеграфное агентство[2].

## Правоприемники
В 1928 году ликвидировано, все активы акционерного общества перешли к Народному комиссару почт и телеграфов СССР.